# Chirurgie generală
Chirurgia generală este specialitatea chirurgicală care se ocupă cu diagnosticul și tratamentul afecțiunilor în general ale abdomenului (organe digestive și anexe) și afecțiunilor cu altă localizare, însă cu cură chirurgicală. Există diferențe semnificative de practică între țări, astfel că patologia care se tratează de către chirurg poate fi împărțită extrem de diferit în funcție de proveniența medicului chirurg. Patologia chirurgicală care are adresabilitate pentru medicul chirurg poate fii de origine traumatică, afecțiuni vasculare de tipul varicelor membrelor inferioare, uro-genitale, toracice, endocrine, neurochirurgicale, oncologice, ș.a.m.d.
Ca ramură a medicinei, chirurgia reprezintă poate cea mai veche intervenție directă asupra unei boli care nu implică credințe magico-religioase la omul primitiv. La civilizațiile primitive, s-au găsit dovezi de proceduri de amputație, trepanare și intervenții dentare (7000-5000 î.Hr).  În cadrul evoluției disciplinei chirurgicale a apărut chirurgia generală ca urmare a desprinderii neurochirurgiei, chirurgiei plastice, chirurgiei pediatrice, chirurgiei toracice, chirurgiei cardiace, chirurgiei vasculare, chirurgiei de transplant, traumatologiei, ortopediei, chirurgiei maxilo-faciale, chirurgiei oncologice, otorinolaringologiei și urologiei, care în zilele noastre sunt discipline medicale distincte.

## Formarea medicilor chirurgi
La nivel mondial, chirurgii se formează din absolvenții studiilor superioare de medicină care urmează ulterior un program de formare prin rezidențiat de durată variabilă între cinci până la șapte ani. În România și Uniunea Europeană, medicina este o profesie reglementată sectorial, ceea ce înseamnă o uniformitate a formării prin încheierea studiului medical după șase ani de facultate, urmată de pregătire prin rezidențiat variabilă național, în România fiind între patru și șase ani. . Durata de formare a unui medic chirurg durează astfel în jur de 12-13 ani.
În România chirurgii generaliști care lucrează în sistemul public, pot deține doar trei grade:
- Medic rezident chirurgie generală- odată cu promovarea examenului de rezidențiat
- Medic specialist chirurgie generală - odată cu promovarea examenului de specialist
- Medic primar chirurgie generală - odată cu promovarea examenului de medic primar

Fiecare din aceste examene presupune cunoștințe medicale avansate, care progresează către cunoștințe specializate pe măsura avansării în grad, cu un grad de complexitate crescătoare. Fiecare medic care practică în România trebuie să fie înscris în Colegiul Medicilor din România.

## Specializări și supra specializări
Chirurgia generală are ca metode operative diferite abordări, caracterizate prin o foarte mare diversitate de tehnică chirurgicală, instrumentar extrem de variat cu diferite variante specifice și necesități tehnice uneori peste dotarea obișnuită a unei clinici ori unui spital. De aceea există centre de competență pentru diferite patologii ori centre specifice pentru tratamentul unei afecțiuni. 
Chirurgia clasică utilizează incizii de mărime, lungimi, forme și adâncimi variabile ce pot oferi access și inclusiv comfort îmbunătățit chirurgului pentru actul operator, iar chirurgia minim invazivă - laparoscopică folosește echipamente speciale care replica instrumentarul clasic la dimensiuni mai mici, astfel putându-se minimiza inciziile folosite și astfel îmbunătăți vindecarea acestora. Fiecare metodă are adresabilitate diferită și în general există tendința de a folosi cât de mult posibil chirurgia laparoscopică acolo unde este posibil. 

### Traumatologia
Dacă în cele mai multe locuri din lume traumatologia este sinonimă cu o urgență medicală complexă ca urmare a unei traume (de obicei accidente de circulație, căderi, accidente industriale prin strivire, ș.a.m.d.) și este o disciplină de sine stătătoare, în România traumatologia este o competență a medicilor ortopezi, aceștia ocupându-se de leziunile și bolile sistemului musculo-scheletal. Cazurile complexe de traumă se tratează în echipă multidisciplinară în serviciul de urgență a spitalelor care pot asigura îngrijirea corespunzătoare a acestor cazuri de complexitate deosebit de mare.

### Chirurgia de urgență
În cadrul chirurgie generale, chirurgia de urgență se referă de obicei și majoritatea cazurilor la afecțiunile acute, pentru care singura cură este chirurgicală și pentru care temporizarea intervenției poate însemna deteriorare rapidă și chiar deces. De obicei urgențele chirurgicale sunt: obstrucțiile de diferite cauze ale sistemului digestiv, hemoragiile, infecțiile, inflamarea acută, perforațiile și rupturile organelor, herniile încarcerate. Aceste urgențe implică rezolvarea acestora în regim de timp scurt sau foarte scurt.

### Chirurgia vasculară
Afecțiunile vasculare se pot trata de către medicii chirurgi generaliști având în vedere spectrul chirurgical care include inclusiv chirurgie vasculară practicată constant de către aceștia, deși intervențiile vasculare majore este de preferat să fie făcute de către chirurgii vasculari. Patologia varicoasă a membrelor inferioare se tratează cu succes de către orice chirurg generalist.

### Chirurgia sânului
Pentru patologia sânului care necesită intervenție chirurgicală adresabilitatea este către medicul chirurg generalist. Patologia malignă a sânului se tratează preferabil de către medicul chirurg generalist care are și specializare de chirurgie oncologică. Patologia cosmetică a sânului, reparatorie se adresează medicului chirurg plastician. Frecvent în tratamentul patologiei sânului echipa chirurgicală este multidisciplinară. În spațiul european, frecvent medici ginecologi primesc competența asupra tratamentului patologiei senologice.

### Chirurgia endocrină
În chirurgia endocrină este vizat în principal patologia glandelor endocrine accesibile prin chirurgie clasică, ceea ce presupune diagnostic complex și ulterior chirurgie specializată. În mod curent chirurgii generaliști sunt formați în patologia glandei tiroide și a paratiroidelor pe care o și tratează. A glandelor suprarenale tratată împreună cu urologii și mai rar a patologiei timusului, dar pentru care tratamentul este asigurat de către chirurgii toracici datorită localizării.
Chirurgia hipofizei se face doar de către neurochirurgi.

### Chirurgia de transplant
Chirurgia de transplant se realizează de către chirurgi care beneficiază de formare specifică pentru recoltarea și transplantarea organelor donate. Actul de transplant presupune planificare, logistică și o echipă multidisciplinară implicată atât în activitatea de recoltare cât și cea de transplantare la pacientul primitor. 

### Chirurgia oncologică
Chirurgia oncologică este în general o supra-specializare disponibilă pentru chirurgi ca parte a formării profesionale după obținerea gradului de specialist. În România este oferit ca atestat după încheierea unei formării de un an în trei centre din țară: la Cluj, București și Iași (singurele cu un Institut Oncologic). 
Necesitatea unei formări specifice cu îndrumarea tipică a pacienților cu patologie malignă este susținută de studii clinice care arată că un chirurg generalist oncolog va obține rezultate mai bune proporțional cu volumul de cazuri operate în special datorită tehnicii îmbunătățite cât și îndrumarea corespunzătoare către continuarea tratamentului prin radioterapie, chimioterapie sau imunoterapie. Medicii chirurgi oncologi de regulă lucrează în echipă multidisciplinară cu toți medici implicați în managementul unui caz de patologie malignă ce implică tratament complex atât chirurgical și medical.   

### Chirurgia pediatrică
Inițial o subspecialitate a chirurgiei generale, astăzi o specialitate de sine stătătoare care efectuează tratamentul afecțiunilor chirurgicale specifice vârstei copilăriei. Majoritatea patologiei pentru care are adresabilitate sunt cele corespunzătoare vârstelor de 0-14/16 ani. 